# Danuvius guggenmosi
Danuvius é um gênero extinto de grande símio da argila do mioceno médio-tardio de 11.6 milhões de anos no sul da Alemanha. A área naquele momento era provavelmente um bosque com um clima sazonal. Estima-se que um espécime masculino pesasse cerca de 31 kg e duas fêmeas 17 e 19 kg.
É o primeiro grande símio do mioceno tardio com ossos longos preservados e elucida muito a estrutura anatômica e a locomoção dos macacos contemporâneos. Tendo ambas as adaptações para pendurar nas árvores (comportamento suspensivo) e andar sobre duas pernas (bipedismo) — onde os grandes símios são mais bem adaptados para os primeiros e os humanos para os últimos —, Danuvius tinha um método de locomoção diferente de qualquer macaco conhecido, chamado "escalada de membros estendidos", caminhando diretamente ao longo dos galhos das árvores e usando os braços para se suspender. O último ancestral comum entre humanos e outros macacos pode ter tido um método semelhante de locomoção.

## Taxonomia
O nome de gênero Danuvius é uma referência ao deus celta—romano Danuvius. O nome da espécie guggenmosi homenageia o arqueólogo amador Sigulf Guggenmos (1941—2018), que descobriu o poço de argila no qual Danuvius foi encontrado.
Os restos de Danuvius foram descobertos em argila perto da cidade de Pforzen, no sul da Alemanha, datados magnetostratigraficamente de 11.62 milhões de anos atrás na fronteira Serravalliano—Tortoniano (fronteira Astaraciano-Vallesiano no ELMA), e foram desenterrados entre 2015 e 2018. O holótipo GPIT/MA/10000 compreende um esqueleto parcial com elementos da boca, vértebras e ossos longos. Existem também três parátipos: fêmur esquerdo adulto (GPIT/MA/10001); fêmur esquerdo adulto, dedão do pé e dentes (GPIT/MA/10003); dentes juvenis e osso do dedo médio (GPIT/MA/10002). Existem 37 amostras no total.
Sua anatomia dentária é muito semelhante à dos grandes símios da dryopitecina. Tendo ambas as adaptações para pendurar nas árvores (locomoção suspensiva) e ficar sobre duas pernas (bipedismo), Danuvius pode ter tido métodos locomotivos muito semelhantes ao último ancestral comum entre seres humanos e outros macacos, e acrescenta peso à hipótese de que a atividade suspensiva e o bipedismo humano se originaram de uma forma capaz de ambos. Sua descoberta também elucida a anatomia contemporânea dos membros dos grandes símios, anteriormente desconhecida.

## Descrição
Danuvius era pequeno e provavelmente pesava em média 23 kg. A amostra de holótipo, um macho adulto, foi calculado com base nos tamanhos das articulações do quadril e do joelho pesar 26 a 37 kg, com uma estimativa pontual de 31 kg.